# Lễ hội nghinh Ông - Vũng Tàu

Hoạt động diễu hành trong Lễ hội Nghinh Ông.

Lễ hội nghinh Ông- Vũng Tàu là lễ hội dân gian truyền thống của ngư dân Vũng Tàu và là dịp quan trọng nhất để ngư dân tri ân Cá Ông. Theo quan niệm của những ngư dân làm nghề đi biển thì cá Ông (cá voi)là vị cứu tinh của họ mỗi lúc tàu, thuyền của họ gập nạn trên biển. Lễ hội diễn ra từ ngày 16/8 - 18/8 âm lịch tại Khu di tích đình thần Thắng Tam thuộc phường 2, Tp. Vũng Tàu.

## Phần lễ
Để khai mạc, Ban Tổ chức Lễ hội gióng 3 hồi trống, 3 hồi chiêng làm hiệu lệnh cho đoàn lân sư rồng thực hiện nghi thức "khai nghinh thủy tướng", Đoàn nghi lễ rước linh vị cá Ông từ mũi Nghinh Phong về đình thần Thắng Tam.Các bậc bô lão dẫn đầu đoàn rước tháp tùng Hình tượng cá Ông làm bằng giấy bồi dài chừng 10m được trang trí lộng lẫy từ Bãi Trước về Lăng Ông Nam Hải. Sau đó một vị bô lão dâng sớ báo cáo đã nghinh Ông về 
vị tại đình thần Thắng Tam.
Tiếp sau đó là nhiều nghi lễ khác sẽ được tiếp tục như: lễ cúng tiền hiền và các anh hùng liệt sĩ, lễ thỉnh sắc thần vào Lăng Ông Nam Hải, Lễ cúng tế Ông Nam Hải Cự Tộc Ngọc Lân Chi Thần, Lễ xây chầu Đại Bội…

## Phần hội

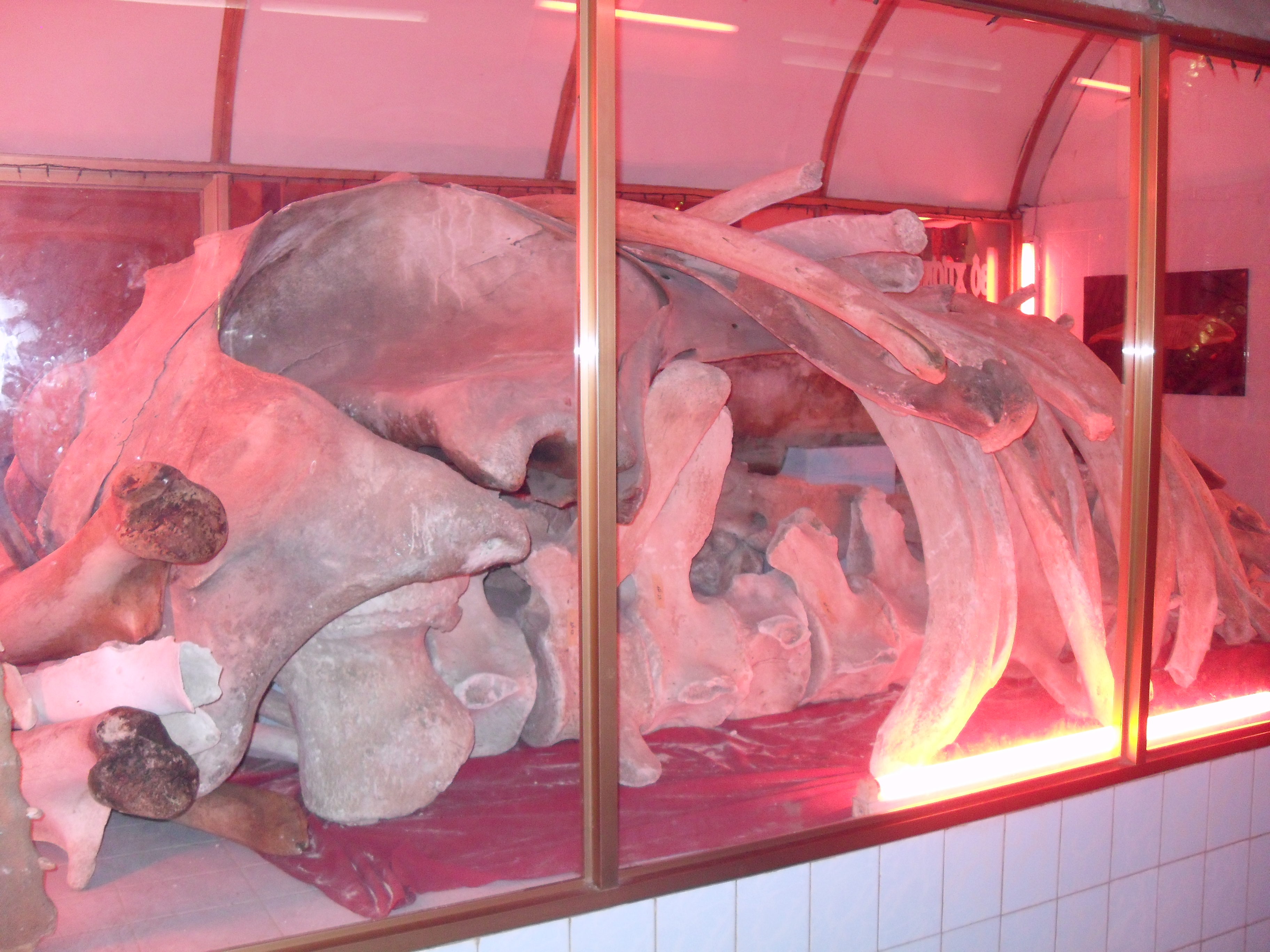
Xương cá voi bên trong Lang Ca Đền Ong tại.

Nhiều ghe thuyền của ngư dân được trang trí cờ hoa lộng lẫy, trống chiêng uy nghiêm khởi hành từ khu biển Bãi Trước đến miếu Hòn Bà ở mũi Nghinh Phong để làm lễ dâng hương, rượu, cúng tế thần biển xin nghinh Ông về đình thần Thắng Tam. Đặc biệt, mọi người còn được thưởng thức nhiều hoạt động văn hóa hấp dẫn như: hát bả trạo, hát bội, diễn tuồng, múa lân sư rồng. Phần hội với những trò chơi dân gian vui khỏe liên quan đến các hoạt động của ngư dân như thi gánh cá, đan lưới, kéo co, bơi biển, bịt mắt đập niêu, câu cá.